# Spaltgas

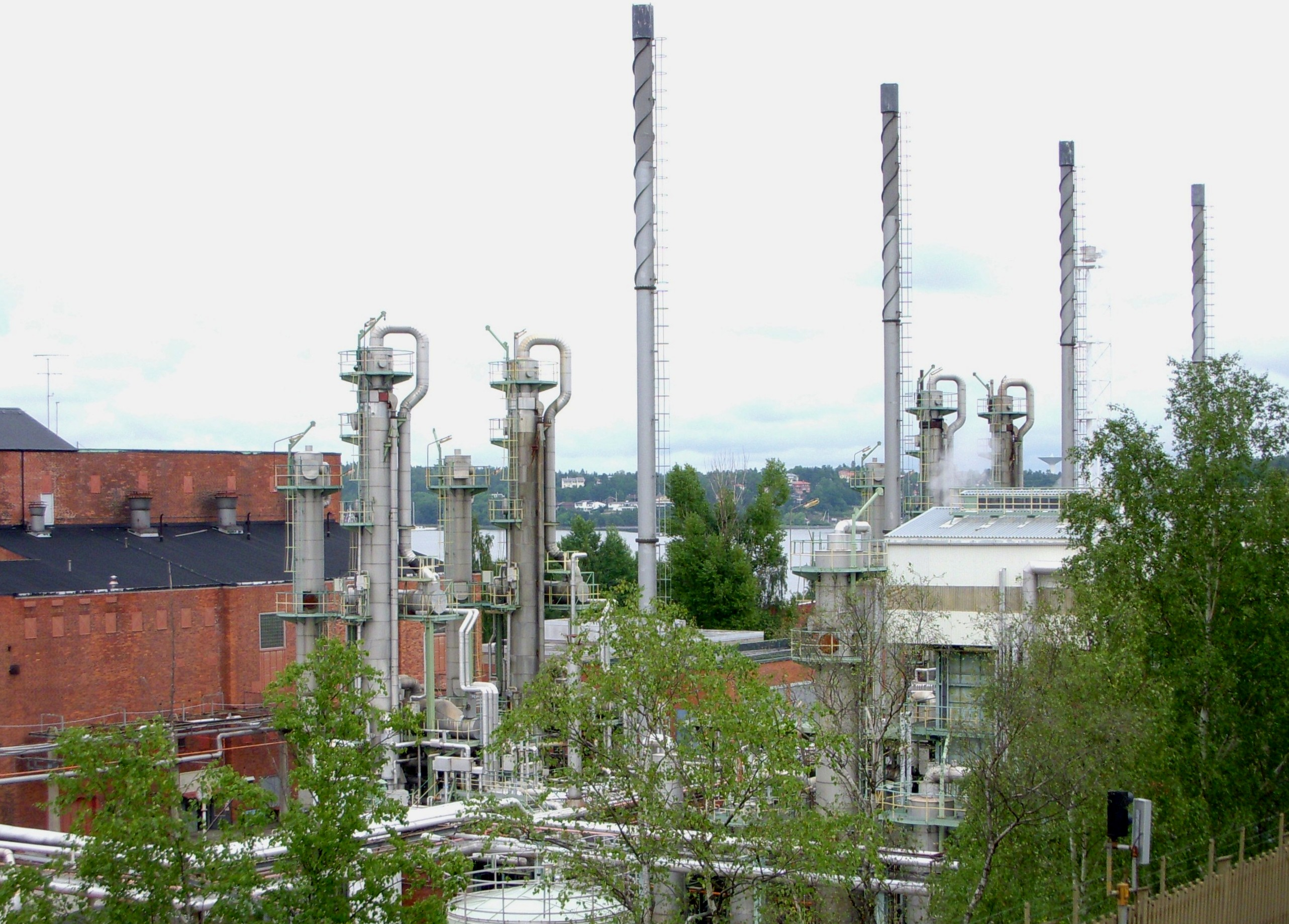
Spaltgasverket vid Värtagasverket.

Spaltgas är en stadsgas som framställs av flytande eller gasformiga kolväten genom termisk eller termiskt-katalytisk reaktion med ånga och luft. Råvaran är i regel lättbensin, nafta eller butan. För den termisk-katalytiska omvandlingen av lättbensin till stadsgas erfordras fem kemiska processer, exemplet är från Värtagasverket i Stockholm:
1. Avsvavling genom en nickel-molybden-katalysator vid 350 °C,
2. Starkgasproduktion genom en nickel-katalysator med hög nickelhalt vid 400-450 °C,
3. Spaltning av starkgas genom en nickel-katalysator  med låg nickelhalt vid 700 °C,
4. Kolmonoxid-konvertering genom en järnoxid-katalysator vid 350 °C och
5. Koldioxid-tvättning vid 105 °C, stadsgasen kyls sedan ner till en temperatur av 30 °C.

Samtliga processer sker under högt tryck och är kontinuerliga i en seriekopplad så kallad sträng. I Värtagasverket fanns det fyra sådana strängar som tillsammans kan producera upp till 868 000 Nm³ stadsgas, men normalt skall en sträng stå i reserv. För mellanlagringen av den färdiga produkten finns på Värtagasverket en högtrycksklocka som rymmer 100 000 m³ gas.